# 莱克吕斯
莱克吕斯（法語：Lécluse，法語發音：[leklyz]）是法国上法蘭西大區北部省的一个市镇，位于该省中部偏南，和加来海峡省接壤。属于杜埃区。

## 地理
莱克吕斯（50°16'37"N, 3°2'28"E）面积4.96 平方千米，位于法国上法蘭西大區北部省，该省份为法国最北部的省份及最长的省份，西北濒北海，西接加来海峡省，南至埃纳省和索姆省，东与比利时接壤。
与莱克吕斯接壤的市镇（或旧市镇、城区）包括：托尔特凯讷、雷库尔、阿梅勒、迪里、埃库尔圣康坦、埃坦。

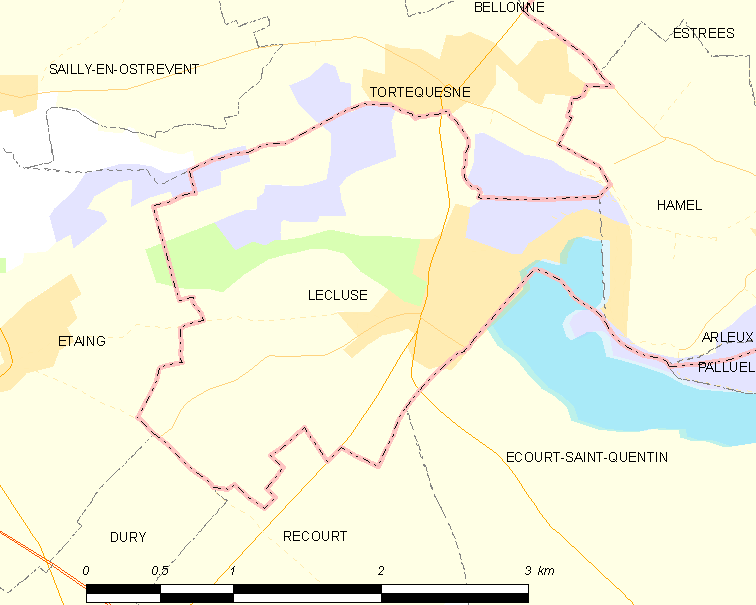
莱克吕斯的OSM定位图

莱克吕斯的时区为UTC+01:00、UTC+02:00（夏令时）。

## 行政
莱克吕斯的邮政编码为59259，INSEE市镇编码为59336。

## 政治
莱克吕斯所属的省级选区为阿尼什县。

## 人口

1962-2008年间莱克吕斯人口变化图示

莱克吕斯于2022年1月1日时的人口数量为1355人。